# Завжди самотній (фільм)
Завжди самотній — канадська різдвяна романтична комедія 2021 року режисера Майкла Майєра за сценарієм Чеда Ходжа. Сюжет розповідає про чоловіка (Майкл Урі), який переконує свого найкращого друга (Філемон Чемберс) прикинутися його хлопцем, коли він їде додому на Різдво, але мати  (Кеті Наджімі) влаштовує йому побачення наосліп. Також у фільмі знімалися актори Люк Макфарлейн, Баррі Боствік, Дженніфер Робертсон і Дженніфер Кулідж.
2 грудня 2021 року фільм вийшов на Netflix.

## Сюжет
Кожне Різдво Пітер проводить у родинному колі. Його родина завжди питає його, чому Пітер поки що не одружений. Йому потрібна компанія на свята, тому він умовляє свого найкращого друга Ніка поїхати разом із ним як його хлопцем. Щоправда, це викликає багато запитань у родичів.

## У ролях
| Актор               | Роль        |
| ------------------- | ----------- |
| Майкл Урі           | Пітер       |
| Філемон Чемберс     | Нік         |
| Люк Макфарлейн      | Джеймс      |
| Баррі Боствік       | Гарольд     |
| Дженніфер Робертсон | Ліза        |
| Дженніфер Кулідж    | тітка Сенді |
| Кеті Наджімі        | Керол       |
| Медісон Бріджес     | Даніела     |
| Александра Бітон    | Софія       |

## Виробництво та випуск
У березні 2021 року Variety повідомило, що Майкл Маєр зніме «Завжди самотній», романтичну комедію на різдвяну тематику про геїв, для Netflix . Тоді було оголошено більшість акторського складу, а також сценариста та виконавчого продюсера Чеда Ходжа та продюсера Джоела С. Райса .  Ходж писав образ тітки Сенді з Дженніфер Кулідж на увазі, кажучи, що вона була серед речей, які він «хотів би побачити в гей-різдвяному фільмі», не знаючи спочатку, чи погодиться вона знятися у фільмі.  Прослуховування відбулися наприкінці 2020 року  Майкла Урі попросили надіслати касету для прослуховування персонажа Ніка, але він вважав, що Пітер більше підходить. 
Основні зйомки проходили в Монреалі, Квебек.  Чоловік Кеті Наджімі, Ден Фіннерті, отримав кастинг після того, як він хотів приєднатися до Наджімі в Монреалі та дізнався, що обмеження на подорожі через COVID-19 на кордоні між Канадою та США вимагають від нього роботи.  Він написав і виконав дві оригінальні пісні («Mrs. Claus» і «Single All the Way») як Кевін, оператор снігоочисної машини.   Рут Кулідж із Screen Rant порівняла роль Фіннерті у фільмі з його «такою ж культовою роллю» весільного співака у фільмі «Похмілля у Вегасі» (2009). 
10 листопада 2021 року вийшов офіційний трейлер.  Фільм вийшов у цифровому форматі на Netflix 2 грудня, ставши першим святковим фільмом про гей-сервіс.  

## Рецепція

### Аудиторія
Під час свого дебютного тижня, Single All the Way посів 6 місце в 10 найкращих тижневих рейтингах Netflix для англомовних фільмів, заснованих на його методології вимірювання фільму або телешоу за кількістю годин, які вони переглянули, з 13,82 мільйонами годин перегляду. .  Він також увійшов до тижневої топ-10 на Netflix у 42 країнах.  На другому тижні випуску його переглянули 11,14 мільйона годин і посів 5 місце в чарті Netflix, залишаючись у топ-10 рейтингу Netflix у 36 країнах. 

### Критична відповідь
На веб-сайті агрегатора оглядів Rotten Tomatoes 68% із 28 відгуків є позитивними із середньою оцінкою 6,4/10. Metacritic, який використовує середньозважену оцінку, поставив фільму оцінку 49 зі 100 на основі 6 критиків, вказуючи на «змішані або середні відгуки». 

### Премії
| рік  | Нагорода                          | Категорія                                             | одержувач(и)    | Результат | Ref.          |
| ---- | --------------------------------- | ----------------------------------------------------- | --------------- | --------- | ------------- |
| 2022 | Премія Гільдії продюсерів Америки | Видатний продюсер потокового або телевізійного фільму | Джоел С. Райс   | Номінація | [ 16 ]        |
| 2022 | GLAAD Media Awards                | Видатний телефільм                                    | Завжди самотній | Перемога  | [ 17 ] [ 18 ] |

## Зовнішні посилання
- Завжди самотній на сайті IMDb (англ.)